# Barrière frontalière entre l'Afghanistan et le Pakistan
La barrière frontalière entre l'Afghanistan et le Pakistan fait référence à la barrière frontalière construite par le Pakistan à partir de mars 2017 le long de sa frontière avec l'Afghanistan. Le but de la barrière est d'empêcher le terrorisme, le trafic d'armes et de drogue, ainsi que le déplacement de réfugiés, l'immigration illégale, la contrebande et l'infiltration à travers la frontière d'environ 2670 kilomètres entre l'Afghanistan et le Pakistan.
La frontière entre l'Afghanistan et le Pakistan est marquée par cinq points de passage officiels. Il y a plus de 400 forts dans la seule zone nord-ouest, avec des caméras, des tours de guet et plus de 800 drones surveillant la barrière. La barrière et d'autres mesures sont conçues pour empêcher les talibans afghans et pakistanais de traverser librement la frontière pour coordonner et lancer des attaques contre les gouvernements de l'Afghanistan et du Pakistan et échapper aux autorités de chaque côté. Bien que les deux organisations talibanes prétendent être complètement séparées l'une de l'autre, des dirigeants talibans afghans sont  trouvés opérant à partir de camps de réfugiés afghans au Pakistan et des dirigeants talibans pakistanais se cachent des forces de l'ordre pakistanaises en Afghanistan alors qu'ils coordonnent un réseau conjoint avec leurs homologues afghans.

## Plans initiaux de clôture
En septembre 2005, le Pakistan déclare qu'il prévoit de construire une clôture de 2400 kilomètres le long de sa frontière avec l'Afghanistan pour empêcher les insurgés et les trafiquants de drogue de se glisser entre les deux pays. Les fortifications et la clôture initialement proposées sont soutenues par les États-Unis en 2005. Le général de division Shaukat Sultan (en), ancien porte-parole de l'armée pakistanaise, déclare que cette décision est nécessaire pour bloquer l'infiltration de insurgés de l'autre côté de la frontière avec le Pakistan. L'ancien président pakistanais Pervez Musharraf propose ensuite de miner également la frontière,.
Les projets de clôture et de minage de la frontière sont de nouveau envisagés en 2007 puis en 2009, mais ils ne sont pas pleinement mis en œuvre. Cependant, une portion de 35 kilomètres le long de certaines zones frontalières est clôturée, les travaux sont interrompus faute de fonds. En juin 2011, le général de division Athar Abbas (en), alors porte-parole de l'armée, déclare : "Nous avons clôturé environ 35 km de la zone frontalière car elle faisait face à des incursions d'insurgés continues. C'était un projet conjoint de la FIAS et de l'Afghanistan. C'était un projet très coûteux". Sous la présidence de Pervez Musharraf, un système biométrique est installé par le Pakistan aux passages frontaliers. L'Afghanistan s'oppose au système qui reste installé à la frontière, même s'il n'est pas encore pleinement fonctionnel.

## Opposition afghane
Les plans pakistanais de fortification, de clôture et d'installation de mines le long de la frontière sont renouvelés le 26 décembre 2006, mais le gouvernement afghan s'oppose à ces plans, citant que la clôture entraînerait "la limitation de la liberté de mouvement des peuples tribaux". En raison de l'opposition farouche de l'Afghanistan concernant la clôture de la frontière, les régions d'Angur Ada (en) et de Sheken connaissent une série d'escarmouches armées à la frontière qui aboutissent à des frappes d'artillerie transfrontalières lancées par le Pakistan en avril 2007. Le 1er avril 2013, le ministère afghan des Affaires étrangères proteste officiellement et exprime de "graves inquiétudes" au sujet de ce qu'il appelle "les activités unilatérales de construction et de renforcement physique de l'armée pakistanaise le long de la frontière entre l'Afghanistan et le Pakistan dans l'est de la province de Nangarhar".
En Afghanistan, certains groupes ne reconnaissent pas la ligne Durand elle-même comme une frontière légitime entre le pays et le Pakistan, car elle divise les tribus pachtounes qui vivent des deux côtés de la frontière. Ils soutiennent que l'installation d'une barrière physique diviserait les gens et rendrait cette frontière permanente.

## Avancement de la construction et tranchées
En juin 2016, après trois ans de construction, le Pakistan achève 1100 kilomètres de tranchée le long de sa frontière avec l'Afghanistan depuis le Balouchistan pour assurer une bonne gestion des frontières. Les travaux initiaux sont en grande partie menées par les paramilitaires (en) du Frontier Corps. Le but de la tranchée est de renforcer la sécurité des frontières et de créer des conditions plus favorables pour les forces de sécurité pakistanaises chargées de patrouiller le long de la frontière en dissuadant et en restreignant le flux non autorisé, comme les stupéfiants, les insurgés, les passeurs et les mouvements illégaux de civils ou de réfugiés afghans. Trois entreprises de construction privées de la province pakistanaise du Balouchistan sont engagées pour fournir la main-d'œuvre et superviser l'aménagement des équipements nécessaires. La tranchée de 4 mètres de profondeur sur 5 mètres de large est prévue pour être étendue sur toute la frontière.
Depuis janvier 2019, environ 900 kilomètres de fortifications et de clôtures sont construits. La clôture est achevée à environ 94% au 5 janvier 2022, et le 21 janvier 2022, le ministre de l'Intérieur du Pakistan déclare qu'il ne restait plus que 20 kilomètres à clôturer,.
Le projet devrait coûter au moins 532 millions de dollars.